# Strabisme
 Mise en garde médicale
Le strabisme, (du grec στραβισμός (strabismós) ; cf. στραβίζειν (strabízein) « loucher », στραβός (strabós) « louche ») ou syndrome de strabisme pour les scientifiques, est un défaut de parallélisme des axes visuels. C'est un syndrome neurosensoriel complexe. Le strabisme perturbe la correspondance sensorielle et motrice des deux yeux. On notera que dans le langage courant, le terme « loucher » s'applique à un défaut de parallélisme convergent.

## Chez l'enfant

### Types
Les strabismes sont nommés en fonction du sens de la déviation des axes visuels : convergents, divergents ou verticaux.
Le strabisme de l'enfant (enfant qui « louche ») est très majoritairement un strabisme convergent apparaissant de la naissance à l'âge de 5 ou 6 ans. Les strabismes divergents sont souvent d'apparition plus tardive (entre 6 et 10 ans).
Le strabisme perturbe la vision et son développement.

### Phénomène sensoriel
Ce strabisme permanent entraîne une diplopie : l'enfant voit double. Pour remédier à ce handicap sensoriel, le cerveau neutralise (il « ignore ») l'image fournie par l'un des deux yeux dans la région centrale du champ de vision, là où la vision est la meilleure. La conséquence est double. Dans un premier temps, la vision binoculaire participant au sens du relief n'est pas acquise par le cerveau ; cette perte est définitive si le strabisme débute dans les premiers mois de vie. Dans un second temps, l'œil qui n'est pas privilégié va progressivement s'affaiblir et perdre son acuité visuelle : c'est l'amblyopie. Là aussi, cette perte peut devenir définitive et totale si un traitement n'est pas effectué rapidement : l'enfant devient alors pratiquement aveugle d'un œil.

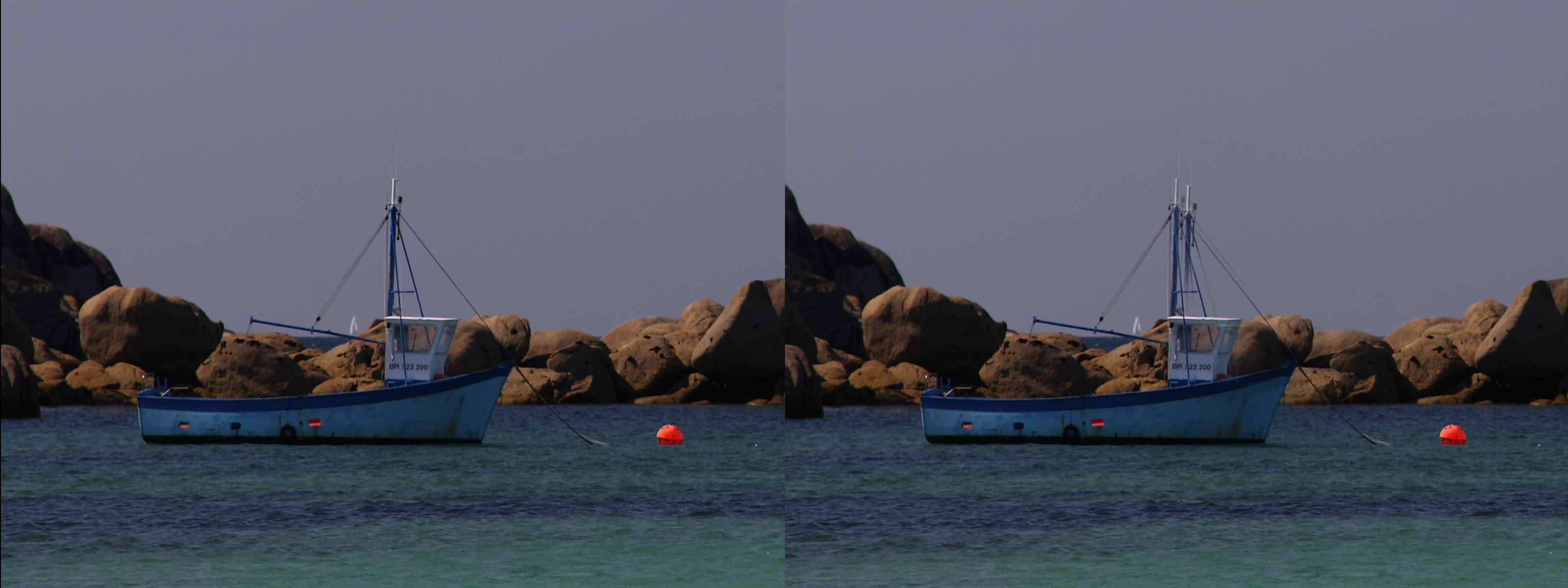
Un exemple de vision double (diplopie) due à un strabisme non corrigé (à droite) ; cette vision double ne touche généralement que le centre du champ de vision, ici la mâture du bateau (cliquer pour agrandir).

### Diagnostic
Le strabisme de l'enfant et ses conséquences est un problème auquel doit être attentif le médecin généraliste et le pédiatre afin de le dépister au plus tôt. Le plus souvent, l'enfant est incapable de se plaindre de vision double. C'est le strabisme qui doit alerter les parents. Il est maintenant possible d'apprécier l'acuité visuelle au cours de la première année et un bilan orthoptique réalisé par un orthoptiste sera utile au diagnostic.
Le reste du bilan recherche un diagnostic différentiel (ils sont rares) par le fond d'œil : rétinoblastome et cataracte congénitale.

## Traitements
Dans un premier temps, c'est l'amblyopie qui doit être évitée : les deux yeux ne fixant pas le même objet, le cerveau supprime une image pour éviter de voir double, entraînant ainsi un défaut de la maturation visuelle. L'amblyopie doit être dépistée précocement chez tout enfant strabique. Sa prévention repose sur la pénalisation de l'œil sain afin de stimuler la vision par l'œil amblyope. Cela peut être fait, par exemple, en masquant l'œil privilégié par un cache opaque à poser sur la peau, afin de forcer l'œil « paresseux » à travailler. 
La part accommodative du strabisme, c'est-à-dire de l'amblyopie lorsque celle-ci n'est pas encore totale, doit être traitée par correction optique totale (elle est déterminée par cycloplégie). La myopie est corrigée avec des verres concaves, l'astigmatisme par des verres cylindriques et l'hypermétropie par des verres convexes. 
Un strabisme trop prononcé peut être traité par une opération chirurgicale qui a pour but de réaligner esthétiquement les yeux en raccourcissant, rallongeant ou déplaçant un ou plusieurs muscles actionnant les yeux. Cependant, même réalisée tôt dans l'enfance, cette intervention ne permet pas de retrouver une vision binoculaire normale si elle n'existait pas avant l'opération, ni de traiter l'amblyopie. Le plus souvent l'opération répare un préjudice esthétique, mais elle ne soigne pas le strabisme, la vision du strabique fonctionnel reste anormale même après l'intervention.
La rééducation orthoptique effectuée par un orthoptiste peut permettre de compenser certains strabismes intermittents.
Les prismes permettent parfois de supprimer l'éventuelle diplopie (vision double) chez un individu présentant un strabisme faible ou fortement diminué après intervention chirurgicale. Il en existe deux versions. La première est conçue pour un usage temporaire, censé durer de quelques semaines à quelques mois. Fondée sur le principe des lentilles de Fresnel, elle est constituée par un film de plastique fin présentant un aspect strié, qui est collé sur les verres de lunettes. La seconde version, définitive, est réalisée par une taille spéciale du verre à lunettes, qui incorpore également la correction de l'acuité visuelle (myopie, astigmatisme ou hypermétropie) ; elle est peu visible, sauf en cas de grosse correction.

## Conséquence psychologique et qualité de vie
Dans une étude américaine, 85 % de patients adultes souffrant d'un strabisme ont « rapporté avoir eu des problèmes au travail, à l'école ou en faisant du sport à cause de leur strabisme » ; 70 % de ces mêmes patients ont souffert d'un impact négatif du strabisme sur leur estime de soi. L'impact psychologique du strabisme prend souvent sa source dans l'enfance, à cause de deux facteurs :
- un préjudice esthétique pouvant mener à des moqueries ;
- une difficulté à percevoir les distances, ce qui n'est généralement pas un problème, sauf dans les activités sportives telles que (typiquement) les sports de balle, où un enfant souffrant d'un strabisme sera souvent plus maladroit, ce qui peut également jouer sur l'estime de soi.

Le masquage temporaire d'un œil, ou prismes temporaires peuvent également, par leur aspect inhabituel, mener à des moqueries ; il est alors indispensable de bien accompagner l'enfant durant le processus et de le rassurer, tout en insistant sur l'importance du traitement et l'aspect temporaire de la chose.
L'impact du strabisme sur la vision tridimensionnelle, et donc sur la vie de tous les jours, est quant à lui à relativiser, en tout cas une fois la diplopie corrigée. En effet, la vision stéréoscopique n'est qu'un élément parmi d'autres permettant au cerveau humain d'appréhender la tri-dimensionnalité du monde extérieur. La perspective, ou le fait de se déplacer autour d'un objet et d'intégrer plusieurs vues de celui-ci, couplé à une connaissance a priori des dimensions des objets usuels, permet aisément d'estimer sa distance à l'observateur. Il s'agit d'un processus connu sous le nom de vision stéréoscopique monoculaire ou en anglais, de structure from motion, processus réalisable aussi bien par des robots équipés de caméras que par le cerveau humain, inconsciemment. De même, d'autres éléments comme l'éclairage ambiant et les ombres, participent également à la sensation de tri-dimensionnalité : c'est ce qui est connu en anglais sous le nom de shape from shading. Enfin, l'apport de la vision stéréoscopique binoculaire sur la perception des reliefs sur un objet suffisamment lointain (disons plus d'une dizaine de mètres) est mineur du fait du faible écartement des yeux, et n'avantagera pas particulièrement une personne « normale ». De fait, les seules situations pénalisantes sont celles où les indices annexes (ombres, etc.) sont difficilement perceptibles, voire absents : attraper un objet rapide en vol, voir un stéréogramme, monter un escalier mal éclairé par exemple ; d'autres activités, telles que la conduite d'une voiture, ne posent généralement pas de problème une fois l'habitude acquise.

## Personnalités atteintes de strabisme

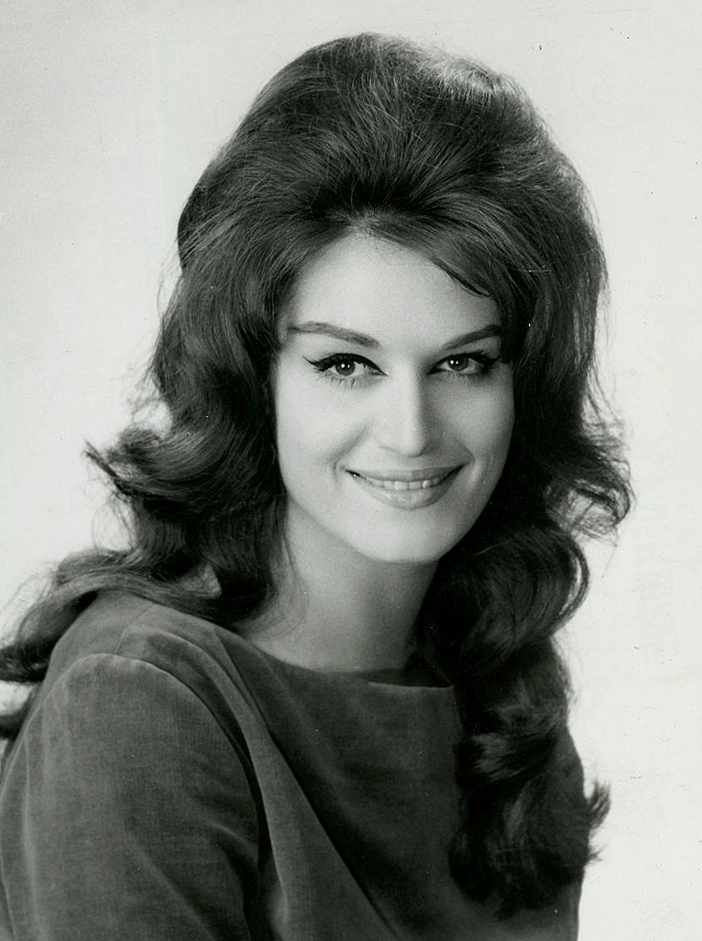
Dalida était atteinte d'un léger strabisme.

Le peintre Rembrandt (1606-1669) a fait de nombreux autoportraits, la quasi-totalité montrant un strabisme divergent.
Le claveciniste de Louis XIV, Jean-Henry d'Anglebert, présentait un fort strabisme, comme le montre son portrait par Pierre Mignard. 
L'ancien président argentin Néstor Kirchner souffrait d'un strabisme divergent.
Le philosophe Jean-Paul Sartre présentait un fort strabisme exotropique de l'œil droit ; l'acteur Marty Feldman, de l'œil gauche.
La chanteuse Dalida et le chanteur Joe Dassin étaient atteints d'un strabisme convergent.
L'homme politique Émile Ollivier, chef de gouvernement sous Napoléon III, souffrait d'un fort strabisme convergent, ce qui lui valut, selon Prosper Mérimée, l'antipathie de l'impératrice Eugénie de Montijo.
Jean-Bertrand Aristide, Brigitte Bardot, Harry Belafonte, Pascal Boniface, Georges Brassens, Russell Crowe, Penélope Cruz, Catherine Destivelle, Henry Fonda, Hugh Grant, Paris Hilton, John F. Kennedy, Alicia Keys, Heidi Klum, Abraham Lincoln, Bruno Lochet, John Malkovich, Marion Maréchal, Groucho Marx, Beverley Mitchell, Kate Moss, Nelson Piquet, Johnny Rotten, Claudia Schiffer, Bertrand Serlet, Dominique Strauss-Kahn, Barbra Streisand, The Notorious B.I.G., Denzel Washington, Forest Whitaker, ainsi que de nombreuses autres personnalités du sport, du cinéma, du show business, de la politique, sont dotées d'un strabisme plus ou moins léger. Les deux membres centraux du groupe français rock Bérurier Noir, Loran et Fanfan, présentent eux aussi un léger strabisme divergent.
L'ancien président directeur général de la SNCF Guillaume Pepy est également atteint de strabisme.
La reine Claude de France (1499-1524) était elle aussi vraisemblablement atteinte de cette maladie sur son œil gauche.
Le danseur québécois Christian Millette, connu pour ses participations à Danse Avec Les Stars, souffre d'un strabisme convergent.

## Scientifiques spécialistes du strabisme
- Émile Javal (1839-1907), médecin français, considéré comme le père de l'orthoptie ;

- Aurora Villa (1913-2002), ophtalmologue espagnole.